# きさげ加工
きさげ加工（きさげかこう）とは、金属加工の一種であり、工作機械のベッドのような滑り移動を行う金属平面の摩擦抵抗を減らす目的で製造時の仕上げ工程で施される、微小な窪みを付ける加工である。

## リンギング
物理長の精密測定に用いられるブロックゲージでは、2つのブロックの平面を密着させると「リンギング」（Wringing）と呼ばれる現象により、互いに固着してしまい横に滑らそうとしても容易に動かずなかなか離れなくなることがある。これと同様、または近いことが平面の平滑度が極端に高い機械装置の可動部で起きると、機能停止や性能の低下といった不具合となるため、このような平滑度の高い部品では金属加工の仕上げ段階で特別な工夫が求められる。

## 仕上げ

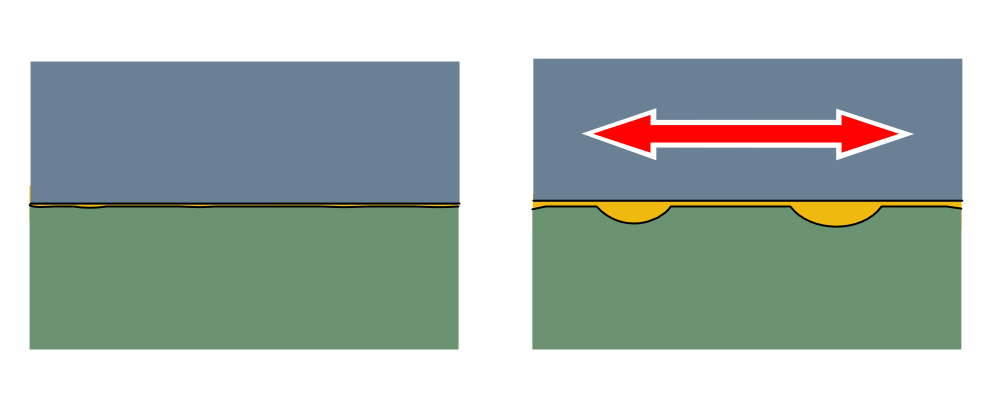
きさげ加工
左：きさげ加工の無い平滑度の高い面
右：きさげ加工のある平滑度の高い面
左のように平滑度の高い面では、潤滑油が入らないために固着や焼きつきが起きる。

鏡面加工のように微細な研磨材を用いた磨き加工を行えば、面粗さを改善し平坦度を上げることは可能であり、可動部を持たない機械部品では仕上げ加工まで概ね自動機械で行える。しかし、可動部を持つ機械部品では、平坦度が高まると2つの面の間に潤滑油が入らずリンギング現象によって固着や焼き付きといった問題が生じるため、微細な潤滑油の供給源となる油溜まりを作るために人手による特別な加工が必要になり、それが「きさげ加工」である。きさげ加工では平滑な動きを阻害しない範囲で意図的に微小な窪み加工が施される。きさげ加工と同様に平滑にした面に微小な窪みを付ける目的で行われる加工に、ある種の「ショットブラスト」があり、また（肉眼では判別できないほどの）微細な窪みではなく、最初から小さな窪みを設けておくことも行われている。

## きさげ（工具）
きさげ加工には「きさげ」と呼ばれる刃先が鈍角の専用の「鑿」（のみ）が用いられる。

## 使用対象
きさげ加工の使用対象は以下のようなものがある。
- 滑り面（機械摺動面）
  - 超精密工作機械
  - 超精密測定器
- 超精密平滑面
  - 定盤